# Deuxième principe de la thermodynamique
 (mai 2021).
Si vous disposez d'ouvrages ou d'articles de référence ou si vous connaissez des sites web de qualité traitant du thème abordé ici, merci de compléter l'article en donnant les références utiles à sa vérifiabilité et en les liant à la section « Notes et références ».
Le deuxième principe de la thermodynamique, (également connu sous le nom de deuxième loi de la thermodynamique ou principe de Carnot) établit l'irréversibilité des phénomènes physiques, en particulier lors des échanges thermiques. C'est un principe d'évolution, énoncé pour la première fois par Sadi Carnot en 1824. Il a depuis fait l'objet de nombreuses généralisations et formulations successives par Clapeyron (1834), Clausius (1850), Lord Kelvin, Ludwig Boltzmann en 1873 et Max Planck (voir Histoire de la thermodynamique et de la mécanique statistique), tout au long du XIXe siècle et au-delà jusqu'à nos jours.
Le deuxième principe introduit la fonction d'état entropie : {\displaystyle S}, usuellement assimilée à la notion de désordre et qui ne peut que croître au cours d'une transformation réelle.

## Énoncé de la loi

### Énoncé
Le deuxième principe de la thermodynamique énonce que :
« Toute transformation d'un système thermodynamique s'effectue avec augmentation de l'entropie globale incluant l'entropie du système et du milieu extérieur. On dit alors qu'il y a création d'entropie. »
ou encore :
« Dans un système isolé, l'entropie est une fonction qui ne diminue pas avec le temps. »
La fonction d'état entropie, notée {\displaystyle S} est définie telle que :
Dans le cas d'une transformation réversible, la création globale d'entropie est nulle.
Remarques
- L'entropie d'un système isolé ne peut qu'augmenter ou rester constante puisqu'il n'y a pas d'échange de chaleur avec le milieu extérieur.
- L'entropie d'un système peut diminuer mais cela signifie que l'entropie du milieu extérieur augmente de façon plus importante ; le bilan entropique étant positif, ou nul si la transformation est réversible.
- L'expression « degré de désordre du système » introduite par Boltzmann pour décrire l'entropie peut se révéler ambigüe et subjective. En effet on peut aussi définir l'entropie comme une mesure de l'homogénéité du système considéré. L'entropie d'un système thermique est maximale quand la température est identique en tout point. De même, si on verse un liquide colorant dans un verre d'eau, l'entropie du système coloré sera maximale quand, à la suite du mélange, la couleur du contenu sera devenue uniforme. Tout système isolé, siège d'une agitation aléatoire, tend spontanément à s'homogénéiser de manière irréversible ce qui intuitivement semble contraire à une augmentation du désordre.

Le deuxième principe est un principe d'évolution qui stipule que toute transformation réelle s'effectue avec création d'entropie.

#### Autres énoncés
« Il est impossible d'effectuer une transformation dont le seul résultat est de transférer la chaleur d'un corps plus froid à un corps plus chaud » (Rudolf Clausius).
« Il est impossible de réaliser une machine thermique décrivant un cycle qui transformerait une certaine quantité de chaleur en la même quantité de travail » (William Thomson (Lord Kelvin) - Max Planck). Donc une efficacité de 100 % est impossible.

### Notion de réversibilité
Une transformation réversible est une transformation quasistatique susceptible d'être inversée à la suite d'une modification progressive des contraintes extérieures, en permettant au système de retrouver les états antérieurs successifs. En fait cela revient à passer le film de la transformation à l'envers. Si ce film paraît absurde c'est que la transformation n'est pas réversible. En réalité, toutes les transformations réelles sont irréversibles. Une transformation réversible représente le cas limite d'une transformation réelle, conduite d'une manière infiniment lente, constituée d'une suite d'états d'équilibre infiniment voisins et caractérisée par des phénomènes dissipatifs nuls. C'est donc un modèle idéal de transformation.
Parmi les causes d'irréversibilité, on peut citer :
- les inhomogénéités (sources de diffusion) : densité moléculaire, température, pression, etc. ;
- les phénomènes dissipatifs : frottements fluides et solides, viscosité ;
- les réorganisations spontanées de la matière : les réactions chimiques, les changements de phase.

### Formulations du deuxième principe
Le deuxième principe introduit la fonction d'état extensive {\displaystyle S}, appelée entropie. La variation d'entropie d'un système, lors d'une transformation quelconque, peut être décrite comme la somme d'un terme d'échange et d'un terme de création :
- Le terme de création, toujours positif ou nul, impose le sens de l'évolution de la transformation, {\displaystyle S_{\text{création}}\geq 0} ; l'égalité n'a lieu que pour une transformation réversible.
- Le terme d'échange dans le cas d'un système fermé, délimité par une surface {\displaystyle \Sigma }, est {\displaystyle S_{\text{échange}}=\int _{{\vec {r}}\in \Sigma ,\;t\in [t_{1};t_{2}]}{\frac {\delta Q({\vec {r}},t)}{T({\vec {r}},t)}}} où {\displaystyle T({\vec {r}},t)} est la température au point {\displaystyle {\vec {r}}} et à l'instant {\displaystyle t}, et {\displaystyle \delta Q({\vec {r}},t)} la chaleur échangée avec le milieu extérieur.

Une autre formulation est possible comme nous l'avons vu précédemment, en considérant l'entropie du système et l'entropie du milieu extérieur. Cette formulation est totalement compatible avec la précédente.
En effet, {\displaystyle S_{\text{échange}}} correspond à l'entropie échangée par le système avec le milieu extérieur. Si l'on se place du côté du milieu extérieur, le signe s'inverse d'après la règle des signes et donc :
Il s'ensuit que :
D'où :
La variation d'entropie globale correspond à l'entropie créée et est égale à la somme des variations d'entropie du système et du milieu extérieur. Elle est toujours positive dans le cas des transformations réelles irréversibles. En revanche dans le cas idéal des transformations réversibles elle est nulle.
Considérons une transformation effectuée soit de façon réversible soit de façon irréversible, à la température {\displaystyle T}. L'entropie étant une fonction d'état, sa variation sera la même pour les deux chemins envisagés. En revanche la chaleur dépendra du chemin suivi car elle n'est pas une fonction d'état.
- Transformation réversible :

puisque l'entropie créée est nulle.
- Transformation irréversible :

Puisque l'entropie créée est positive, il s'ensuit que :
| {\displaystyle \Delta S_{\text{syst}}>{\frac {Q_{\text{irrév}}}{T}}} |

L'expression ainsi obtenue a été formulée par Clausius. On l'appelle encore inégalité de Clausius. C'est une autre façon d'exprimer le deuxième principe.

### Conséquences sur les transferts d'énergie entre le système et le milieu extérieur

#### Conséquence sur le transfert thermique
Intuitivement on sait que la chaleur passe d'un corps chaud à un corps plus froid. Le deuxième principe permet de le démontrer.
Considérons un système isolé constitué de deux sous-systèmes, syst1 et syst2 dont les températures respectives {\displaystyle T_{1}} et {\displaystyle T_{2}} sont différentes. La chaleur échangée par syst1 est {\displaystyle Q_{1}} et celle échangée par syst2 est {\displaystyle Q_{2}}. Comme le système est isolé, la chaleur échangée avec le milieu extérieur est nulle, donc {\displaystyle Q_{1}+Q_{2}=0}, d'où {\displaystyle Q_{2}=-Q_{1}}.
Appliquons le deuxième principe :
{\displaystyle S_{\text{créée}}=\Delta S_{\text{syst}}+\Delta S_{\text{ext}}>0}
or {\displaystyle \Delta S_{\text{syst}}=\Delta S_{\text{syst1}}+\Delta S_{\text{syst2}}} et {\displaystyle \Delta S_{\text{ext}}=0} puisque le système est isolé. Il s'ensuit :
{\displaystyle S_{\text{créée}}=\Delta S_{\text{syst1}}+\Delta S_{\text{syst2}}}
{\displaystyle \Delta S_{\text{syst1}}={Q_{1} \over T_{1}}+S_{\text{créée syst1}}}
{\displaystyle \Delta S_{\text{syst2}}={Q_{2} \over T_{2}}+S_{\text{créée syst2}}=-{Q_{1} \over T_{2}}+S_{\text{créée syst2}}}
Donc {\displaystyle S_{\text{créée}}={Q_{1} \over T_{1}}-{Q_{1} \over T_{2}}+S_{\text{créée syst1}}+S_{\text{créée syst2}}=Q_{1}\cdot \left({1 \over T_{1}}-{1 \over T_{2}}\right)+S_{\text{créée syst1}}+S_{\text{créée syst2}}}
Si l'on considère que chacun des systèmes subit une transformation réversible : {\displaystyle S_{\text{créée syst1}}=0} et {\displaystyle S_{\text{créée syst2}}=0}. Comme la transformation est globalement irréversible :
{\displaystyle S_{\text{créée}}=Q_{1}\left({1 \over T_{1}}-{1 \over T_{2}}\right)>0}
Si {\displaystyle T_{1}} est supérieure à {\displaystyle T_{2}}, il faut que {\displaystyle Q_{1}} soit négative pour que le bilan entropique soit positif. D'après la règle des signes, cela signifie que le syst1 fournit la chaleur au syst2 qui la reçoit et donc que la chaleur passe du chaud au froid.
En toute rigueur, la température ne change pas brutalement entre les deux sous-systèmes car au voisinage de la frontière, la température varie progressivement entre {\displaystyle T_{1}} et {\displaystyle T_{2}}. On dit qu'il y a un gradient de température ; phénomène intimement lié à la notion d'irréversibilité. Néanmoins ce phénomène ne s'oppose pas à la démonstration précédente démontrant le sens du transit de chaleur. Si les températures {\displaystyle T_{1}} et {\displaystyle T_{2}} sont très proches l'une de l'autre, on peut considérer que la transformation se rapproche d'une transformation réversible (petit déséquilibre de la variable température) et l'on constate alors que {\displaystyle S_{\text{créée}}} tend vers zéro.

#### Conséquence sur le travail utile fourni par un système
Le travail ainsi que la chaleur n'étant pas des fonctions d'état, leur valeur dépend donc de la nature de la transformation affectant le système. Considérons une transformation effectuée soit de façon réversible, soit de façon irréversible à la température {\displaystyle T}. La variation d'entropie {\displaystyle \Delta S_{\text{syst}}} sera la même, car l'entropie est une fonction d'état. En revanche, {\displaystyle Q_{\text{rév}}\neq Q_{\text{irrév}}} et {\displaystyle W_{\text{rév}}\neq W_{\text{irrév}}}. On a par définition :
- pour une transformation réversible : {\displaystyle \Delta S_{\text{syst}}={Q_{\text{rév}} \over T}} ;
- pour une transformation irréversible : {\displaystyle \Delta S_{\text{syst}}>{Q_{\text{irrév}} \over T}} ;

en conséquence : {\displaystyle Q_{\text{rév}}>Q_{\text{irrév}}}. Appliquons maintenant le premier principe de la thermodynamique :
{\displaystyle \Delta U=W_{\text{rév}}+Q_{\text{rév}}=W_{\text{irrév}}+Q_{\text{irrév}}}
Il en résulte que : {\displaystyle W_{\text{rév}}<W_{\text{irrév}}}. Or pour un système moteur fournissant du travail, le travail est compté négativement d'après la règle des signes choisie en thermodynamique. Ce qui est important c'est la valeur absolue du travail utile. D'où :
Le travail utile fourni par un système moteur est plus important si la transformation est réversible. Les frottements étant la principale cause d'irréversibilité, on comprend pourquoi on essaye de les minimiser par la lubrification.

## Historique du Principe

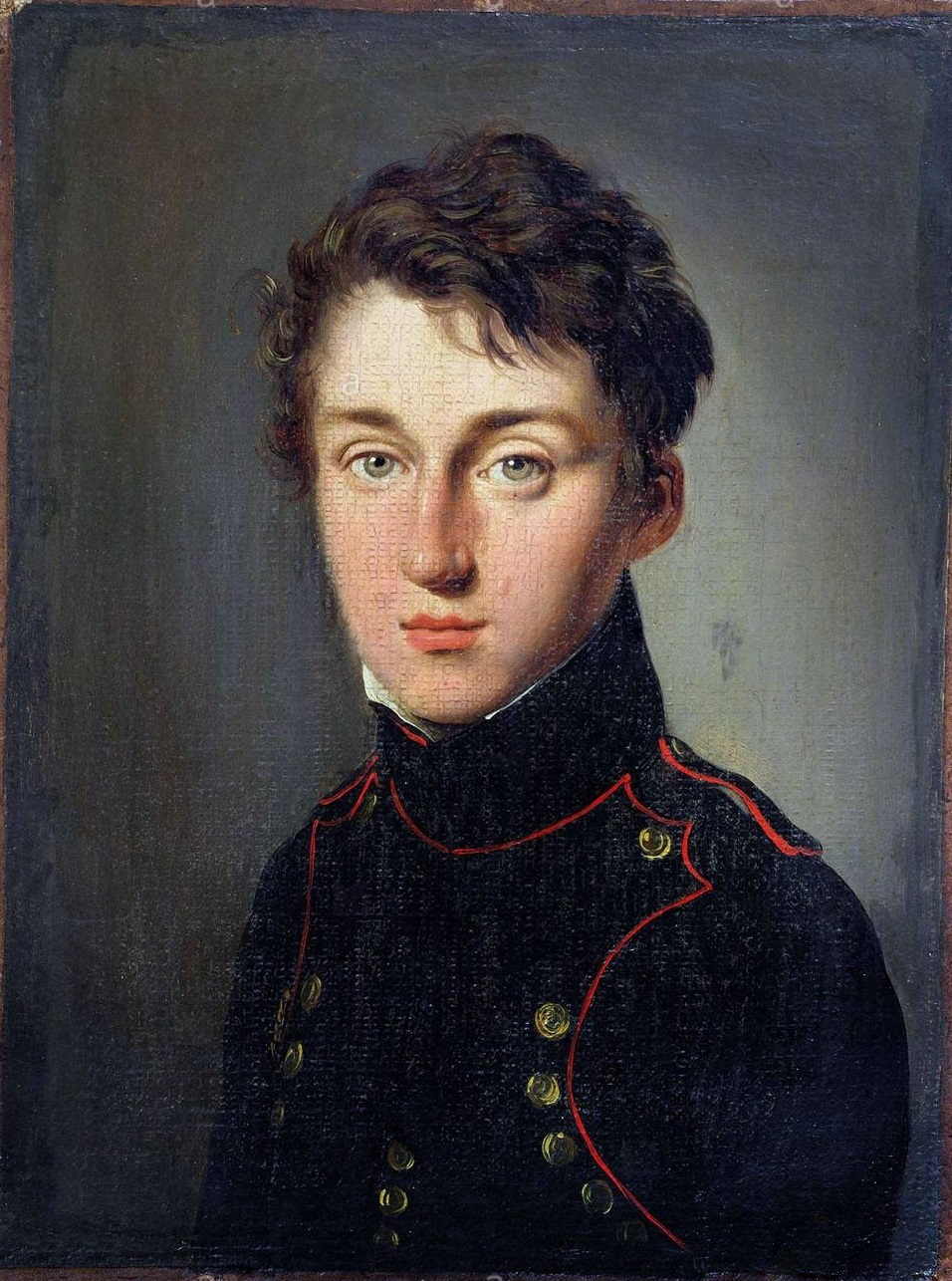
Sadi Carnot (1796–1832).

L'origine de la deuxième loi de la thermodynamique remonte à 1824 et est due au physicien français Sadi Carnot. C'est lui qui, dans le traité Réflexions sur la puissance motrice du feu et sur les machines propres à développer cette puissance (Sadi Carnot utilisait le terme de machine à feu pour désigner les machines thermiques), fut le premier à établir que l'efficacité thermodynamique d'une telle machine dépendait de la différence de température entre la source chaude et la source froide. Bien qu'utilisant le concept dépassé du calorique qui considérait que la chaleur, par analogie avec un fluide, était une substance qui ne pouvait qu'être soit ajoutée, soit enlevée, soit transférée d'un corps à un autre, il réussit, par une expérience de pensée, à proposer le principe suivant : l'efficacité maximale {\displaystyle \eta } d'un moteur ditherme fonctionnant selon le cycle de Carnot avec une source chaude de température {\displaystyle T_{\text{C}}} et une source froide de température {\displaystyle T_{\text{F}}} vaut :

La source chaude est repérée et la source froide.

Cette expression de l'efficacité de Carnot correspond au fonctionnement cyclique et réversible d'une machine ditherme. Au cours du cycle, la source chaude à la température {\displaystyle T_{\text{C}}} fournit la quantité de chaleur {\displaystyle Q_{\text{C}}} au système moteur. Celui-ci fournit un travail {\displaystyle W} et restitue une quantité de chaleur {\displaystyle Q_{\text{F}}} à la source froide de température {\displaystyle T_{\text{F}}} (voir figure).
Comme le fonctionnement est cyclique, l'état final est identique à l'état initial et l'énergie interne {\displaystyle U} du système reste constante car c'est une fonction d'état, d'où {\displaystyle \Delta U=0}.
Application du premier principe : 
Donc :

Toujours pour cette évolution cyclique réversible l'application du deuxième principe donne :
d'où {\displaystyle {\frac {Q_{\text{C}}}{T_{\text{C}}}}+{\frac {Q_{\text{F}}}{T_{\text{F}}}}=0}  et {\displaystyle {\frac {Q_{\text{F}}}{Q_{\text{C}}}}=-{\frac {T_{\text{F}}}{T_{\text{C}}}}}.
L'efficacité du moteur correspond au rapport du travail fourni (en valeur absolue) sur la chaleur qu'il a reçue de la source chaude :
d'où : 
Le cycle de Carnot étant réversible, l'efficacité obtenue est l'efficacité maximale théorique pour un moteur fonctionnant entre ces deux températures. Elle n'est jamais atteinte dans un cycle réel. Dans le cas d'une machine à vapeur d'eau, l'efficacité théorique maximale calculée pour {\displaystyle T_{\text{C}}} = 373 K et {\displaystyle T_{\text{F}}} = 298 K, serait égale à {\displaystyle \eta } = 0,2 ce qui correspond à un rendement de 20 %.
On retrouve également l'un des énoncés historiques du deuxième principe de la thermodynamique en envisageant le cas où {\displaystyle T_{\text{C}}=T_{\text{F}}}. Dans ce cas, l'efficacité est nulle et le moteur ne fournit donc aucun travail. Ceci constitue l'énoncé de Thomson du deuxième principe :

« Un système en contact avec une seule source ne peut, au cours d'un cycle, que recevoir du travail et fournir de la chaleur. »

— William Thomson, 1852

## Autres interprétations et conséquences du deuxième principe

### Transfert d'extensité
Une autre interprétation, plus « physique » du deuxième principe peut être formulée. En effet, imaginons un cylindre creux horizontal, fermé hermétiquement aux deux extrémités, par une paroi à gauche et par un piston libre de se déplacer à droite. Si l'on déplace le piston vers la gauche, la partie gauche voit sa pression augmenter et son volume diminuer et, vice-versa, la partie droite voit sa pression chuter et son volume augmenter. Si l'on relâche le piston, il va spontanément se déplacer vers la droite, vers sa position d'équilibre initiale. Le déplacement se fait donc de la partie à haute pression, qui voit son volume augmenter, vers la partie à basse pression qui voit son volume chuter. Si l'on se souvient que la grandeur intensive est ici la pression et que la grandeur extensive est ici le volume, cet exemple illustre l'énoncé suivant correspondant à une autre formulation du deuxième principe :
L'énergie s'écoule toujours de la haute intensité vers la basse intensité par un transfert d'extensité.
Dans ce cas : {\displaystyle \delta W=-p\,\mathrm {d} V}
Si l'on met en contact deux objets à potentiels électrostatiques différents, l'énergie ira du plus haut potentiel (grandeur intensive) vers le plus bas par un transfert de charges (grandeur extensive) : {\displaystyle \mathrm {d} E=v\,\mathrm {d} q}.
De même, si l'on met en contact deux sources à températures différentes, la chaleur s'écoulera de la source à haute température vers celle à basse température par transfert d'entropie. L'entropie est donc l'extensité associée à la forme énergétique appelée chaleur : {\displaystyle \delta Q=T\,\mathrm {d} S}.

### Deuxième principe et chaos
Ludwig Boltzmann a étudié le deuxième principe sous son aspect microscopique, ce qui a révolutionné la physique, mettant fin aux espoirs de Pierre-Simon de Laplace fondés sur un déterminisme intégral.
Dans la statistique de Maxwell-Boltzmann, on raisonne, en effet, sur un grand nombre de particules indiscernables, indépendantes et identiques. Dans ce cas, l'entropie d'un macro-état {\displaystyle \Omega } est défini (de façon statistique) par la formule de Boltzmann :
avec :
- {\displaystyle \Omega } le nombre de micro-états différents observables dans un macro-état donné ;
- {\displaystyle k_{\text{B}}} la constante de Boltzmann.

### Les cycles de Poincaré
Le mathématicien Henri Poincaré démontra, en 1890, un théorème extrêmement général, dont l'énoncé physique est : « Tout système macroscopique repasse une infinité de fois aussi près que l'on veut de son état initial. ». Ce « théorème de récurrence » fut opposé au deuxième principe, car il implique que toute évolution macroscopique est réversible. Pour contrer ce théorème apparemment inattaquable, Boltzmann calcula le temps nécessaire à 100 cm3 de gaz pour revenir à son état initial. Il trouva {\displaystyle 10^{(10^{10})}} années (dans le même ordre d'idées, voir l'exemple du jeu de 52 cartes désordonné, dans l'article Entropie).

### La boîte de Maxwell
Soit une boîte circulaire plate, horizontale, partagée par une cloison en deux compartiments égaux, et contenant {\displaystyle N} palets blancs et {\displaystyle N} palets noirs, de même rayon {\displaystyle r}, glissant sans frottements sur le fond. On ouvre un passage dans la cloison, d'une grandeur supérieure à {\displaystyle 2r}, pour permettre le passage des palets. On secoue, puis on immobilise la boîte.
Il est assez intuitif que l'état le plus souvent réalisé se rapprochera de {\displaystyle N/2} palets blancs et {\displaystyle N/2} palets noirs dans chaque compartiment, mais avec d'immenses fluctuations, d'autant plus grandes en valeur absolue que la boîte sera grande et que N sera grand. Ces fluctuations croissent en effet comme {\displaystyle {\sqrt {N}}}. Mais plus {\displaystyle N} est grand, plus ces fluctuations seront négligeables devant {\displaystyle N} et la répartition se rapprochera de {\displaystyle N/2} pour chaque couleur de palet dans chaque compartiment. On remarque ici un autre aspect du deuxième principe qui montre que l'évolution spontanée d'un système va, pour une échelle d'observation donnée (car ce qui semble homogène à une échelle peut ne pas toujours l'être à une autre très inférieure), toujours vers l'homogénéité.

## Appréciations philosophiques
Dans Identité et réalité (1908), le philosophe des sciences Émile Meyerson propose une analyse du deuxième principe de la thermodynamique.
En physique on nomme principe ce qui est généralement observé dans la pratique, avant qu'une loi ne vienne le confirmer, l'infirmer ou le modifier (principe de Fermat sur le trajet de la lumière, par exemple), tandis qu'en philosophie le mot désigne une discipline de pensée (principe du rasoir d'Occam, principe de médiocrité…).
Sergueï Podolinsky voulait concilier la pensée socialiste et la deuxième loi de la thermodynamique et faire la synthèse entre Karl Marx, Charles Darwin et Sadi Carnot.